# The Hero (2017)
The Hero is een Amerikaanse dramafilm uit 2017 die geregisseerd werd door Brett Haley. De hoofdrollen worden vertolkt door Sam Elliott, Laura Prepon, Krysten Ritter en Nick Offerman.

## Verhaal
Lee Hayden is een oudere acteur die enkele decennia geleden schitterde in westerns. Inmiddels vult hij zijn dagen met het inspreken van reclamespots, het herbeleven van zijn gloriedagen en het roken van cannabis, die hem bezorgd wordt door zijn dealer en vroegere collega Jeremy. Wanneer Lee op een dag te horen krijgt dat hij aan kanker lijdt, gooit hij zijn leven over een andere boeg. Hij begint een relatie met de comédienne Charlotte en probeert om de band met zijn dochter Lucy, die van hem vervreemd is, te herstellen. Ondertussen gaat hij op zoek naar een laatste rol waarmee hij zijn acteercarrière op een hoogtepunt kan afsluiten. 

## Rolverdeling
| Acteur         | Personage  |
| -------------- | ---------- |
| Sam Elliott    | Lee Hayden |
| Laura Prepon   | Charlotte  |
| Krysten Ritter | Lucy       |
| Nick Offerman  | Jeremy     |
| Katharine Ross | Valarie    |

## Release en ontvangst
The Hero ging op 21 januari 2017 in première op het Sundance Film Festival. Nadien werden de Noord-Amerikaanse distributierechten verkocht aan The Orchard.
De film kreeg overwegend positieve recensies van de Amerikaanse filmpers. Op Rotten Tomatoes heeft de film een waarde van 78% en een gemiddelde score van 6,8/10, gebaseerd op 85 recensies. Op Metacritic heeft de film een gemiddelde score van 61/100, gebaseerd op 28 recensies.